# 2013 GT136
2013 GT136, também escrito como 2013 GT136, é um objeto transnetuniano que está localizado no Cinturão de Kuiper, uma região do Sistema Solar. Este corpo celeste é classificado como um provável cubewano. Ele possui uma magnitude absoluta de 7,4 e tem um diâmetro estimado de 146 km.

## Descoberta
2013 GT136 foi descoberto no dia 4 de abril de 2013 pelo Outer Solar System Origins Survey.

## Órbita
A órbita de 2013 GT136 tem uma excentricidade de 0,149 e possui um semieixo maior de 42,560 UA. O seu periélio leva o mesmo a uma distância de 36,217 UA em relação ao Sol e seu afélio a 48,903 UA.